# السجع (عين شقف)
السجع هي إحدى مشيخات المملكة المغربية، تتبع جغرافيا لإقليم مولاي يعقوب وإداريًا لعين شقف. يقدر عدد سكانها بـ 21245 نسمة حسب الإحصاء الرسمي للسكان والسكنى لسنة 2004.